# Timó blanc
El timó blanc, llengua de passarell, herba cuquera, herba de Sant Ponç, frígola borda, poliol, timó mascle o lledànies (Teucrium polium L. subsp. capitatum) és una planta de la família de les lamiàcies. És una planta nativa del Mediterrani i de l'Àsia occidental. Es fa a les brolles i erms de les contrades mediterrànies. Té forma d'arbust petit multicaule (molt ramificat des de baix) i pilós. Les fulles són glauques, més o menys linears i revolutes. Floreix d'abril a juny. Les flors són petites i s'agrupen en glomèruls a l'àpex de les tiges. El color de les flors varia entre blanc i rosa pàl·lid.

## Usos medicinals
Les fulles d'aquesta planta tenen aplicacions medicinals a l'herboristeria tradicional casolana. S'utilitzaven especialment per al tractament dels dolors d'estómac. També té valor com a condiment gastronòmic.
A la medicina tradicional persa, el timó blanc (conegut com a "kalpuureh") es feia servir per a tractar la diabetis mellitus, la diarrea i les convulsions. Un estudi científic fet l'any 2003 no va reeixir a trobar cap benefici per als diabètics, però un altre estudi fet l'any 2006 va comprovar que aquesta herba té efectes antiespasmòdics.